# Abel Ogier
Abel Ogier est un sculpteur et artiste peintre français, né le 19 septembre 1931 à Grenoble et mort à La Ferrière (Grenoble) le 13 août 2010,.

## Biographie
Membre du mouvement Panique, Abel Ogier fut un proche de Roland Topor et d'Olivier O. Olivier.